# Victor Lindquist
Pour les articles homonymes, voir Lindquist.
Temple de la renommée de l'IIHF : 1997
Victor Carl Lindquist, dit Vic Lindquist, (né le 22 mars 1908 à Wabigoon, dans la province de l'Ontario au Canada — mort le 30 novembre 1983 à Winnipeg, dans la province du Manitoba au Canada) est un joueur, entraîneur at arbitre canadien de hockey sur glace. En 1932, il fait partie de l'équipe du Canada médaillée d'or aux Jeux olympiques d'hiver de Lake Placid puis remporte le Championnat du monde 1935. En 1997, il fait partie de la promotion inaugurale du Temple de la renommée de l'IIHF.

## Biographie
Né à Wabigoon dans la province de l'Ontario au Canada, Vic Lindquist pratique son hockey junior de 1923 à 1928 avec les Thistles de Kenora. Ayant déménagé à Winnipeg dans le Manitoba en raison de son travail pour le Canadien Pacifique, Lindquist y poursuit sa carrière avec des équipes sénior locales. Avec le Winnipeg Hockey Club, il remporte la Coupe Allan remise aux champions amateurs du Canada. Cette victoire permet à l'équipe de représenter le pays lors des Jeux olympiques d'hiver de 1932, organisés à Lake Placid aux États-Unis. Lors du match d'ouverture face à l'équipe hôte, Lindquist inscrit le but gagnant durant les prolongations pour un succès 2 buts à 1 qui se prouvera capital au classement final. Les Canadiens terminent le tournoi invaincus et s'adjugent la médaille d'or.
En 1934, Lindquist rejoint les Monarchs de Winnipeg. Avec un effectif qui comprend également deux autres champions de 1932, Romeo Rivers et Roy Hinkel, les Monarchs sont invités à représenter le Canada au Championnat du monde 1935 qu'ils gagnent,. Un an plus tard, Lindquist prend part aux Jeux olympiques d'hiver de Garmisch-Partenkirchen, cette fois-ci en tant qu'entraîneur de l'équipe de Suède. La sélection scandinave se classe cinquième du tournoi à égalité avec l'Allemagne. Lindquist continue de jouer jusqu'en 1940. Par la suite, il devient arbitre, supervisant pendant trente ans aussi bien au niveau local et national qu'à l'échelle internationale. Ainsi, il officie aux Jeux olympiques d'hiver de 1960 puis aux Championnats du monde 1962 et 1963. Durant ces années, il est également actif en golf et en curling. Il décède d'une crise cardiaque en 1983 à Winnipeg.
En 1997, Lindquist fait partie de la promotion inaugurale du Temple de la renommée de l'IIHF, intronisé en tant que joueur. Il est également honoré par plusieurs temples de la renommée au Canada tel que le North Western Ontario Sports Hall of Fame en 1994 et le Manitoba Sports Hall of Fame en 2004. Il est aussi membre du Manitoba Hockey Hall of Fame.

## Trophées et honneurs personnels
- 1930-1931 : champion de la Coupe Allan avec le Winnipeg Hockey Club
- 1931-1932 : champion olympique avec l'équipe du Canada
- 1934-1935 : champion du monde avec l'équipe du Canada
- 1994 : intronisé au North Western Ontario Sports Hall of Fame en tant qu'athlète
- 1997 : intronisé au Temple de la renommée de l'IIHF an tant que joueur
- 2004 : intronisé au Manitoba Sports Hall of Fame en tant qu'athlète
- Intronisé au Manitoba Hockey Hall of Fame